# Capriccio (Strauss)
Capriccio, op. 85, és una òpera en un acte i 13 escenes composta per Richard Strauss, amb llibret en alemany escrit entre el mateix compositor i el director Clemens Krauss. Es va estrenar al Teatre Nacional de Múnic el 28 d'octubre de 1942.
És l'última de les òperes escrites per Strauss, estrenada set anys abans de la mort de l'autor, el qual la va subtitular «Una peça conversacional per a música».
Capriccio es basa en una pregunta que, històricament, ha perseguit la història de l'òpera: què ha de predominar, la paraula o la música? Les paraules i la música, sens dubte, s'uneixen per crear l'òpera, un gènere artístic únic. Capriccio té reputació com a òpera «per a entesos», una òpera sobre l'òpera per a amants del gènere.

## Representacions
«Aquesta no és una peça per a un públic de 1.800 persones per nit. Potser només una menja per a sibarites culturals», opinava Strauss respecte de la seva última comèdia. Però el gran èxit en l'estrena celebrada a l'Staatsoper de Baviera de Múnic el 28 d'octubre de 1942, va semblar desmentir aquestes paraules. I un interès sostingut en innombrables centres operístics manté aquesta obra de comiat en el repertori viu dels escenaris musicals.
Sembla mentida, però en plena massacre, amb Múnic amenaçada per les bombes, es va estrenar Capriccio. Serà l'última, ja no compondrà cap més òpera, tot i que encara s'estrenarà algun títol seu inèdit després de la seva mort (Die Liebe der Danae). És el seu testament, diuen. No obstant això, encara li queden set anys de vida. I en menys de tres anys després d'aquella estrena succeiran coses terribles per a Alemanya (fins al moment, les coses terribles les ha infligit el Reich als altres), tantes que Strauss va tenir raons de sobres, a més d'edat suficient, per compondre un autèntic testament davant del desastre del seu país i el desastre d'Europa, un desastre que en bona part es resumeix en la destrucció de Dresden. Per això, l'autèntic testament de Richard Strauss és Metamorphosen, una densa seqüència, un duel per a cordes ple de calma i també d'intensitat subterrània, sense arestes aparents, un confessat rèquiem per Dresden. Per fi, el testament de veritat, el testament últim, el constitueix aquesta bellíssima i punyent seqüència de quatre cançons, els Vier letzte Lieder.

## Personatges
|                                |                              | Elenc estrena, 28 d'octubre de 1942 (dir. Clemens Krauss) |
| ------------------------------ | ---------------------------- | --------------------------------------------------------- |
| La Comtessa                    | soprano                      | Viorica Ursuleac                                          |
| Clairon, una actriu            | contralt                     | Hildegard Ranczak                                         |
| Flamand, un músic              | tenor                        | Horst Taubmann                                            |
| Olivier, un poeta              | baríton                      | Hans Hotter                                               |
| El Comte, germà de la comtessa | baríton                      | Walter Höfermeyer                                         |
| La Roche, director d'un teatre | baix                         | Georg Hann                                                |
| Monsieur Taupe                 | tenor                        | Karl Seydel                                               |
| Cantants italians              | soprano, tenor               | Irma Beilke, ???                                          |
| El Majordom                    | baix                         | Georg Wieter                                              |
| Vuit servents                  | quatre tenors, quatre baixos |                                                           |
| Tres músics                    | violí, violoncel, clavicordi |                                                           |

## Discografia de referència
- Clemens Krauss, Viorica Ursuleac, Hans Hotter, Klarwein, Hann (escenes, 1942)
- Wolfgang Sawallisch, Elisabeth Schwarzkopf, Anna Moffo, Eberhard Wächter, Hans Hotter, Christa Ludwig, Dietrich Fischer-Dieskau, Nicolai Gedda.
- Heger, Lisa della Casa, Renate Holm, Hermann Prey (München 1960)
- Karl Böhm, Gundula Janowitz, Tatiana Troyanos, Peter Schreier, Hermann Prey, Dietrich Fischer-Dieskau, 1971
- Ulf Schirmer, Kiri Te Kanawa, Håkan Hagegård, Hans Hotter, Brigitte Fassbaender, Olaf Bär, Uwe Heilmann, Werner Hollweg, Roberto Saccà, 1993

DVD
- Donald Runnicles / Kiri Te Kanawa, Hakan Hagegard, Tatiana Troyanos, Victor Braun. San Francisco
- Horst Stein / Anna Tomowa-Sintow, Franz Grundheber, Manfred Jungwirth, Trudeliese Schmidt, Anton de Ridder, Wolfgang Schöne, Salzburg 1985.
- Ulf Schirmer / Renée Fleming, Anne Sofie von Otter, Franz Hawlata, Dietrich Henschel, Gerald Finley, Rainer Trost, París Òpera, 2005